# Grizu

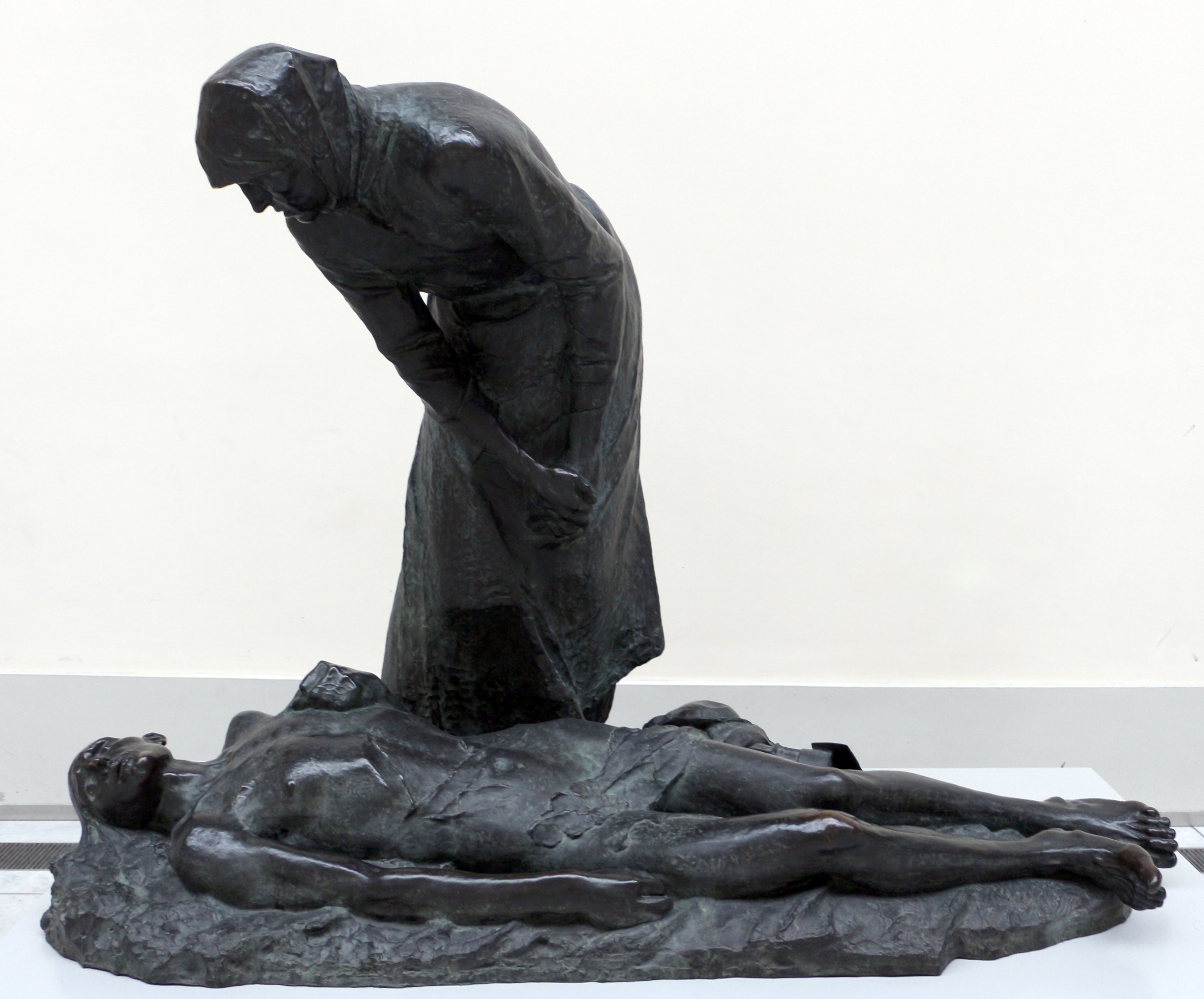
Grizu (1889) de Constantin Meunier

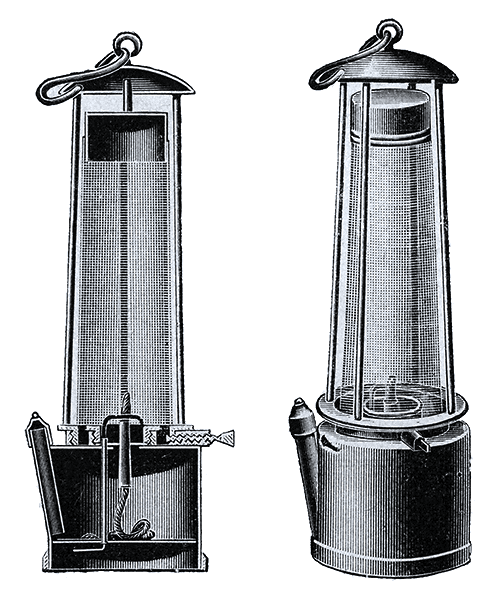
Schema lămpii lui Davy, utilizată pentru a micșora riscul de explozie a gazului grizu

Denumirea de grizu (sau gaz grizu) face referire la un amestec gazos de origine naturală care se degajă în timpul lucrărilor miniere, de obicei în minele de cărbuni. Conține predominant metan și este inflamabil și explozibil. Se acumulează în interiorul unor cavități (mai exact în porii și fisurile rocilor din zăcăminte), iar în momentul exploatărilor miniere poate să cauzeze explozii datorită eliberării sale.

## Protecție
O concentrație de gaz grizu în aer aflată între 5 și 15% este cauza celor mai frecvente explozii (cel mai inflamabil fiind de aproximativ 10%), ele având loc ca urmare a contactului dintre flacăra unei lămpi și metanul din compoziție. Aceste accidente erau cauza multor decese în minele de cărbuni înaintea inventării unor sisteme de iluminat sigure în mediul inflamabil, precum a fost lampa lui Davy.
Grizumetrul este un aparat ce măsoară conținutul de metan dintr-un gaz conținut într-o atmosferă minieră subterană. O mașinărie care prezintă protecție antigrizutoasă conține un dispozitiv ce asigură folosirea sa, fără pericol de explozie, în minele de cărbuni în care se regăsesc emanații de gaz grizu.